# Esbjörn Svensson Trio

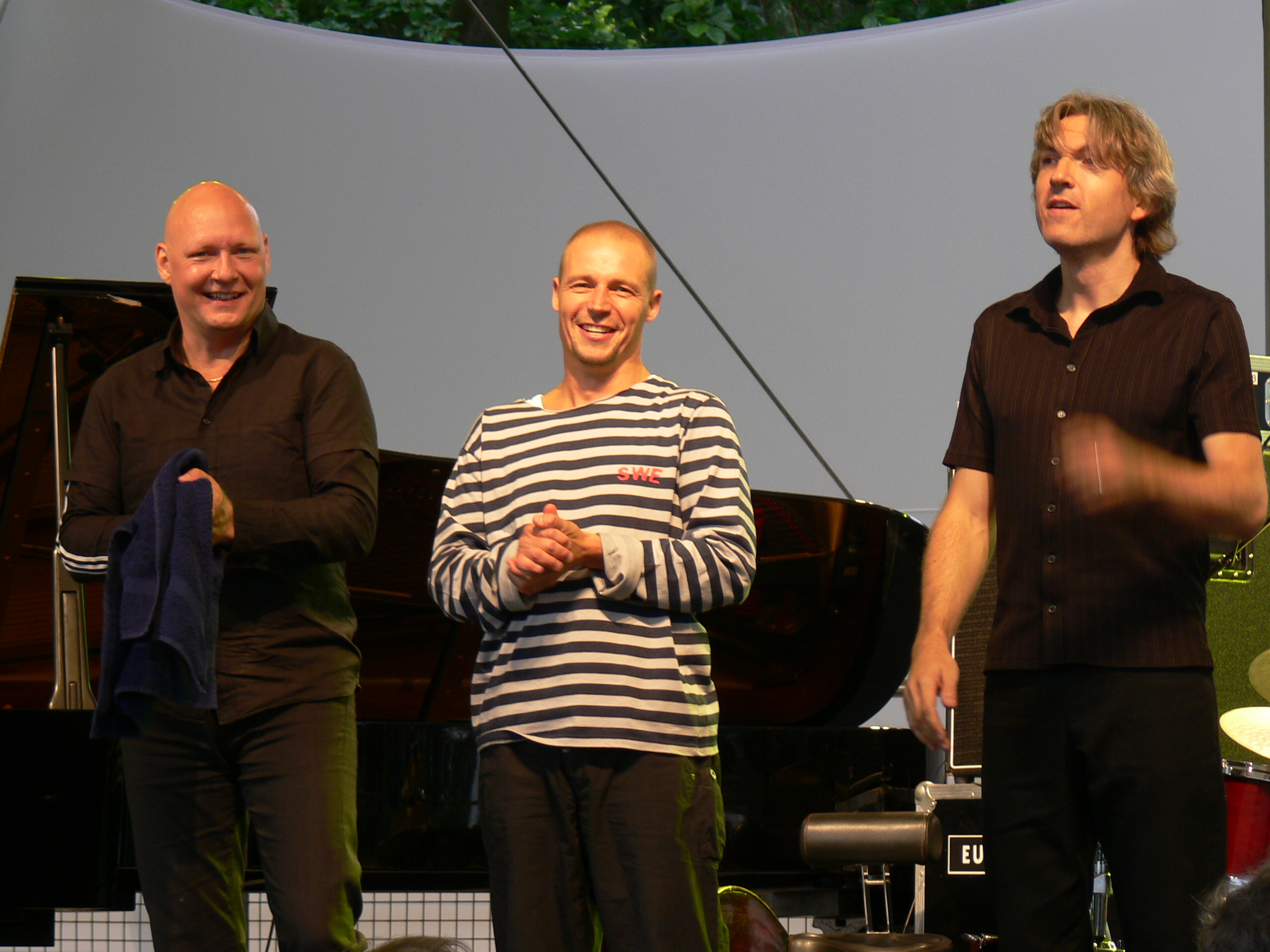
E.S.T. in 2007.

Esbjörn Svensson Trio (vaak E.S.T. genoemd) was een jazzpianotrio dat werd opgericht in 1993. Het trio bestond uit Esbjörn Svensson (piano), Dan Berglund (contrabas) en Magnus Öström (drums). Hun eerste album was When Everyone Has Gone (1993), en hun eerste internationale album was From Gagarin's Point of View (1999). Svensson stierf in 2008 bij een duikongeval. Hij liet een vrouw en twee zoons achter.
De muziek van het Esbjörn Svensson Trio was te kenschetsen als energiek, melodieus en beïnvloed vanuit zeer diverse muzikale hoeken. Vanuit de jazz was er duidelijke invloed van Thelonious Monk te horen - het tweede album van E.S.T. was een verzameling vertolkingen van diens werk. Daarnaast had de muziek ook duidelijke rock-elementen, werd gebruikgemaakt van elektronica en waren ook invloeden uit klassieke muziek en volksmuziek terug te horen. Dit resulteerde in een breed publiek dat de traditionele genregrenzen overschreed. 

## Prijzen
Svensson werd in 1995 en 1996 de Zweedse jazzmuzikant van het jaar. In 1998 was hij de componist van het jaar. Het album Winter in Venice (1997) kreeg de Zweedse Grammy. Het album Strange place for Snow kreeg veel prijzen waaronder de "Jahrespreis der Deutschen Schallplattenkritik", de "Deutscher Jazzpreis", "Choc de l'année", "Victoire du Jazz" (de Franse Grammy) en "Revelation of the Festival". In 2004 kreeg E.S.T. de "Hans Koller prijs", voor de Europese artiest van het jaar. 

## Albums van E.S.T.

### Studioalbums
- When Everyone Has Gone (Dragon, 1993)
- EST Plays Monk (Superstudio Gul, 1996)
- Winter in Venice (Superstudio Gul, 1997)
- From Gagarin's Point of View (Superstudio Gul/ACT, 1999)
- Good Morning Susie Soho (Superstudio Gul/ACT, 2000)
- Strange Place for Snow (Superstudio Gul/ACT, 2002)
- Seven Days of Falling (Superstudio Gul/ACT, 2003)
- Viaticum (ACT, 2005)
- Tuesday Wonderland (ACT/EmArcy, 2006)
- Leucocyte (ACT, 2008)
- 301 (ACT, 2012)

### Livealbums
- E.S.T. Live '95 (ACT, 2001)
- Live in Stockholm (ACT, 2003)
- Live in Hamburg (ACT, 2007)
- Live in London (ACT,2018)

### Compilatiealbums
- Somewhere Else Before (2001)
- Retrospective - The Very Best of E.S.T. (ACT, 2009)